# Ourapteryx gisela
Ourapteryx gisela là một loài bướm đêm trong họ Geometridae.